# Marcelo Alexandre
Marcelo Alexandre (Buenos Aires, 22 de janeiro de 1963) é um ex-ciclista olímpico argentino. Alexandre representou sua nação nos Jogos Olímpicos de Verão de 1984 e 1988.